# Європейська культура Нового часу
Європе́йська культу́ра ново́го ча́су (XVII—XVIII ст.)

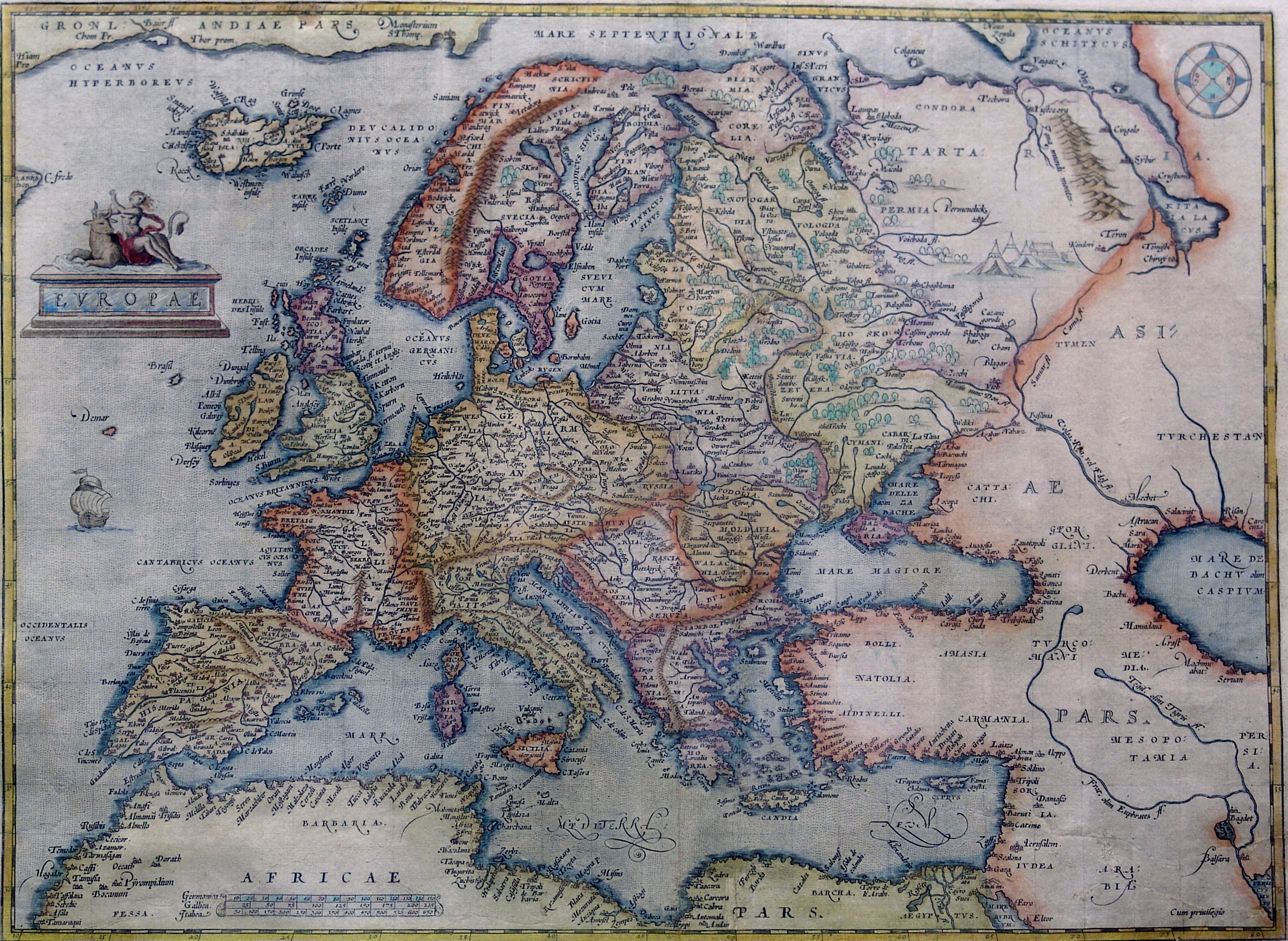
Абрагам Ортеліус: Мапа Європи, 1595.

## Історичні умови та особливості розвитку культури в XVII—XVIII ст
Кінець середніх віків і початок Нового часу охопила епоха Відродження і Реформації, перехідна за своєю природою. Оформлення й поширення культури власне Нового часу припадає на XVII—XVIII століття. Цей період перебуває між революціями: його відкривають революції в Нідерландах (перемогла у 1608) і Англії (почалася в 1640), а завершують війна за незалежність англійських колоній в Північній Америці (1775—1783) і Французька революція (1789—1793).
Упродовж цих двох віків остаточно утверджуються національні держави. При збереженні загальних закономірностей, взаємовпливу, певної моди чітко окреслюється культура кожної країни. Неповторна своєрідність пов'язана з національною мовою, традиціями, історією, а також з економічним, політичним устроєм.
Найбільший вплив на європейський культурний процес в цей час справляють, кожна по-своєму, дві країни — Англія і Франція.
Англія. Англійська буржуазія, утвердившись в економіці, раніше починає політичну боротьбу. Після перемоги швидко йде на компроміс, встановлюється конституційна монархія (владу короля обмежує парламент).
Франція. Країна класичного абсолютизму (абсолютизм — необмежена монархія). Його вершина — остання третина XVII століття, роки правління «короля-сонця» Людовіка XIV, автора знаменитої формули: «Держава — це я». У XVIII столітті королівська влада перетворюється на реакційну силу. При зростаючій економічній кризі і невдоволенні народу дворянство продовжує зберігати зовнішній блиск. Не менш відомий афоризм фаворитки Людовіка XV маркізи Помпадур: «Після нас — хоч потоп».
Ці історичні особливості знайшли своє відображення у сфері культури. В Англії раніше складаються прогресивні політичні і філософські погляди, але повнішого розвитку і рішучого вираження набувають вони у Франції в процесі ідеологічного протистояння з абсолютизмом. Саме Франція стає класичною країною Просвітництва, звідси його ідеї розповсюджуються по всій Європі. У Франції головну увагу приділяють соціальним теоріям, етичним концепціям, в Англії ж розробляється класична політична економія.
Розвиток культури у XVII столітті має свої особливості. У сучасників та у науці пізнішого часу невипадково не склалося узагальненого визначення культури XVII століття. Наприклад, початок цього сторіччя в Англії багато в чому ще пов'язаний з Ренесансом, а в Італії Відродження вже пішло в минуле, у Швейцарії домінує Реформація. Головна межа культурного процесу — нестійкість, дуже швидкі зміни. З XVIII же сторіччям пов'язана досить суцільна історико-культурна епоха — епоха Просвітництва. Причому, що характерно, такою її усвідомлювали вже сучасники: термін використали самі просвітники. У XVII столітті увагу активно мислячих людей було насамперед зосереджено на науковому поясненні явищ природи, у XVIII столітті — на проблемі суспільного устрою.
Див. ще: Історія наук, історія соціальних наук

## Революція в природознавстві. Раціоналізм
Розвиток природознавства в XVII столітті продовжує традиції Відродження. Власне, на відміну від мистецтва, тут практично неможливо провести чітку межу між епохами.
Завершується розробка геліоцентричної системи в астрономії, почата М. Коперником. Німецький астроном Й. Кеплер встановив, що планети рухаються по еліпсах і що швидкість руху планет збільшується з наближенням їх до Сонця. Своє відкриття він сформулював у вигляді законів, які носять його ім'я. В кінці століття про геоцентричну систему всерйоз ніхто вже і не говорив.
Англійський медик В. Гарвей, який працював в Італії, відкриває велике коло кровообігу і створює суцільну теорію кровообігу — основу подальшого розвитку фізіології людини.
Винаходиться і застосовується в дослідженнях мікроскоп. З його допомогою А. Левенгук відкриває мікроорганізми, в тому числі бактерії, М. Мальпігі вивчає будову шкіри, легень, нирок, тим самим створює мікроскопічну анатомію.
У математиці оформляється, по суті, сучасна знакова система (до цього дії описувалися громіздкими фразами), складаються перші таблиці логарифмів.
Переворот у фізиці пов'язаний насамперед з ім'ям Галілео Галілея. Після видатних відкриттів (винахід телескопа, фізична природа Місяця, супутники Юпітера) судом інквізиції йому було заборонено займатися астрономією. Тоді Галілей зацікавився питанням вільного падіння тіл. Хрестоматійною стала розповідь його біографа: Галілей скидав кулі різної ваги з високої вежі і вимірював час падіння, потім повторив виміри в дерев'яному жолобі. За отриманими результатами було складене рівняння рівномірно прискореного падіння. Для свого часу Галілей застосував абсолютно новий підхід: планування і проведення експерименту, а потім математичну обробку результатів.
Значні досягнення, отримані природничими науками, викликали необхідність і одночасно створювали можливість їх філософського осмислення (див. методологія науки). Протягом всього Середньовіччя головним джерелом пізнання проголошувалися віра і божественне одкровення, в схоластиці панував метод формально-логічних доказів, непорушність авторитетів.
Філософське обґрунтування нових методів у науці пов'язане передусім з двома іменами — англійця Френсіса Бекона (15611626) і француза Рене Декарта (1596—1650).
Ф. Бекон обґрунтував емпіричний метод вивчення природи (від грецького — дослідний). Основа істинного знання — тільки досвід. Вчений зобов'язаний виконати спостереження, перевірити їх точність, а потім шляхом узагальнення (індукції) цих спостережень робити загальні висновки. О. І. Герцен так оцінив історичну роль цього мислителя: "…явилася людина, яка сказала своїм сучасникам: 
| „Подивіться вниз: подивіться на цю природу, від якої ви намагаєтеся відлетіти кудись; зійдіть з вежі, на яку піднялися і звідки нічого не бачите; підійдіть ближче до світу явищ — вивчіть його“. |
Філософська система Р. Декарта інша, він — родоначальник раціоналізму (від грецького — розум). Декарт був видатним математиком, основоположником аналітичної геометрії ( саме він ввів в алгебрі звичні для нас позначення невідомих — х, у, z). Головним у пізнанні він вважав не досвід, а розум — раціональний, суворе логічне мислення. Зразком для всіх наук Декарт вважав математику з її суворими доказами. В ясності і чіткості думки, а не в практиці Декарт бачив критерій істини, головний шлях до якої — наукова гіпотеза. Відомі його вислови: «Мислю — отже існую», «У всьому сумнівайся». Декарт вважав навколишній світ, який складається з постійно рухомих найдрібніших часток, матеріальним.
Найбільших результатів досягали вчені, які з'єднували експеримент і наукову гіпотезу, спостереження і математичне узагальнення. Такий підхід відзначає класична праця І. Ньютона  «Математичні начала натуральної філософії». Закон всесвітнього тяжіння, закони руху пояснювали всі попередні відкриття в астрономії, фізиці, механіці, зводили їх в струнку систему. Ньютон і, незалежно від нього, Ґ. Лейбніц відкривають диференційне та інтегральне числення.
Спираючись на такий фундамент, природознавство у XVIII столітті швидко просувалося вперед. Вражає навіть неповний перелік зроблених відкриттів. Х. Гюйгенс створює хвильову теорію світла. Р. Бойль і Е. Маріотт відкривають головний закон теорії газів. Шарль Кулон ставить експерименти в галузі електростатики. А. Вольта конструює першу електричну батарею. А. Лавуазьє пояснює природу горіння і окиснення, складає перший перелік хімічних елементів. Карл Лінней розробляє класифікацію рослин.
Інокентій Гізель, ректор Києво-Могилянської академії, в 40-х роках XVII століття формулює, а у XVIII столітті Антуан Лавуазьє експериментально доводить принцип збереження матерії і кількості руху. Все нові і нові сфери освоюються наукою.
Найважливішим підсумком розвитку дослідного природознавства і математики став переворот у всьому світогляді. Вже в кінці XVII століття панує раціоналістична картина світу. Під природою розуміють все суще, включаючи людину. У ній все підпорядковано загальним закономірностям. Ці закономірності, що загалом не змінюються, можуть бути пізнані людським розумом, виражені в математичних законах. Такий світогляд визначають як механіко-матеріалістичний.
Зближення науки і практичних потреб людини, яке намітилося ще в епоху Відродження, в кінці XVIII століття виходить на якісно новий рівень. Так, якщо раніше медицина вирішувала завдання ефективного лікування, то створена Е. Дженнером вакцина проти віспи дозволяла взагалі уникнути хвороби.
Техніка. Наукові відкриття, втілені у техніці, починають використовуватися у виробництві. Винахід механічної прядильної машини і ткацького верстата поставив питання про універсальний двигун. У 1784 році була запатентована парова машина Д. Ватта. Причому Ватт відразу ж зрозумів значення свого винаходу для всієї промисловості, а не для приватних цілей. Англія, таким чином, відкриває еру промислового перевороту.

## Новий погляд на суспільство. Епоха Просвітництва
Перемога нових методів у природознавстві, нового погляду на природу примушувала задуматися над роллю самої людини, людського суспільства. Філософія, як ніколи, привертає суспільну увагу, стає символом століття. Загальним для просвітників було схиляння перед людським розумом, віра в його перетворюючу силу. У звільненні від неуцтва бачився шлях до справедливого суспільства. Про те, яким же буде це справедливе суспільство, які методи допустимі в боротьбі за нього, висловлювалися різні погляди — від цілком помірних до найбільш радикальних.
Основу політичних переконань Просвітництва склала теорія так званого «природного права». Вона була розроблена в XVII столітті англійськими мислителями Томасом Гоббсом і Джоном Локком. Центральне поняття їх теорії — поняття «природи людини». Кожна людина від природи володіє незмінними «природними» правами. Насамперед це — право на власність і свободу. На ранніх стадіях історії люди жили відповідно до цих прав, тобто існував «природний порядок». Гоббс вважав, що це був час війни «всіх проти всіх», оскільки люди — егоїстичні, заздрісні. Локк же думав, що природний стан був свого роду «золотим віком», який він протиставляв сучасності. Громадське суспільство і його основний елемент — держава — створюються шляхом «суспільного договору». Люди добровільно передають турботу про дотримання своїх «природних прав» державі. При цьому зберігається «народний суверенітет», народ має право змінити державу, якщо вона не виконує свої обов'язки. Повстання проти тирана буде законним. Рушійна сила прогресу — розум: якщо всі зрозуміють необхідність «природного порядку» — він настане. У порівнянні з віками панування доктрини «божественного походження» королівської влади, її одвічності, незмінності такий раціоналістичний підхід був величезним кроком уперед. Ідеї про природні права, рівність людей від природи, про народний суверенітет, про договірне походження держави — в різних поєднаннях, з різними висновками — зустрічаються у всіх просвітників.
До числа ініціаторів просвітницького руху у Франції належить Вольтер. Він відіграв виняткову, в багатьох випадках першорядну роль. Історія його життя і діяльності являє неначе концентроване відображення віку Просвітництва з усіма його етапами і суперечностями.
Франсуа Марі Аруе (1694—1778), який увійшов в історію під ім'ям Вольтер, народився в сім'ї, що належала до третього стану. Його батько піднявся до становища нотаріуса, мав високопоставлену клієнтуру, дав сину добру освіту. Зв'язки батька, обдарованість, яка рано виявилася, принесли Вольтеру популярність в аристократичних колах. Однак досить швидко його сатирична поезія стала викликати і невдоволення: одинадцять місяців він провів у Бастилії, пізніше один з ображених вельмож наказав побити його палицями, після чого за розпорядженням уряду Вольтер був висланий до Англії. Перебування в Англії розширило його науковий кругозір, познайомило з іншим політичним устроєм. З Англії він привозить «Філософські листи», які порівнюють англійські і французькі порядки, не на користь останніх. Тираж був арештований і спалений. Сам Вольтер, справедливо побоюючись подальшого переслідування, покинув Париж. Лише незадовго до смерті він повернувся в столицю, де був зустрінутий як тріумфатор.
Спадщина Вольтера величезна: вірші, повісті, романи, п'єси, наукові праці. Література для нього була знаряддям боротьби за краще майбутнє. Кожний твір підкоряється головному завданню — звільненню людського розуму від тяжіючого над ним неуцтва. Центральне місце в цій просвітницькій пропаганді займає боротьба проти забобонів, пов'язаних з релігією і церквою. У боротьбі з церквою Вольтер не шкодував ані часу, ані сил. Він аналізував і зіставляв історичні джерела християнського вчення, виявляв його внутрішні логічні суперечності, яскравими, часом грубими мазками зображав злочини церкви — інквізицію, релігійні війни, суди над «єретиками», нетерпимість і жорстокість. Його улюбленою і вигостреною зброєю була насмішка — тонка, уїдлива, знищувальна. Щоб сьогодні краще зрозуміти крайню різкість Вольтера в його антицерковній полеміці, потрібно враховувати, що більшість з памфлетів написані як прямий відгук на серію релігійних юридичних процесів, які закінчувалися смертними вироками.
Проте Вольтер не був атеїстом. З розумності навколишнього світу він робив висновок про існування його розумного творця. Він вважав, що «якби Бога не було, його треба було б вигадати» — як стримуюче начало і для низів суспільства, і для правителів. Ось декілька висловлювань, що розкривають його позицію: «Атеїст бідний і лютий, який вірить в безкарність, буде дурень, якщо не уб'є вас, щоб привласнити ваші гроші. Чернь стане ордою розбійників»; «Я хочу, щоб государі і їх міністри вірили в Бога, який карає і прощає. Без цієї вузди вони будуть представлятися мені тваринами, які прагнуть крові».
Справедливе суспільство бачилося Вольтеру таким, в основі якого лежать принципи рівності, свободи і необмеженої приватної власності. Рівність розумілася насамперед як відсутність станових привілеїв, майнова нерівність не тільки не заперечувалася, але вважалася неминучою і необхідною для суспільства. Що стосується форми політичного управління, то тут дуже показова еволюція поглядів Вольтера. Тривалий час він найкращою для здійснення реформ (проти революції він категорично заперечував) вважав «освічену монархію» (можна пригадати його листування з Катериною II). Дуже високо оцінював політичний устрій в Англії. Розвиток же подій у Франції розвіяв надії на освіченого монарха, він виразно побачив назрівання революційної кризи.
При всьому багатстві і різноманітності політичних тем, які піднімалися у творах Вольтера, вони все-таки не містять стрункої, цілісної політичної теорії. Родоначальником конституційної думки у Франції вважається Монтеск'є, він був найавторитетнішим політичним мислителем для опозиційних кіл XVIII століття.

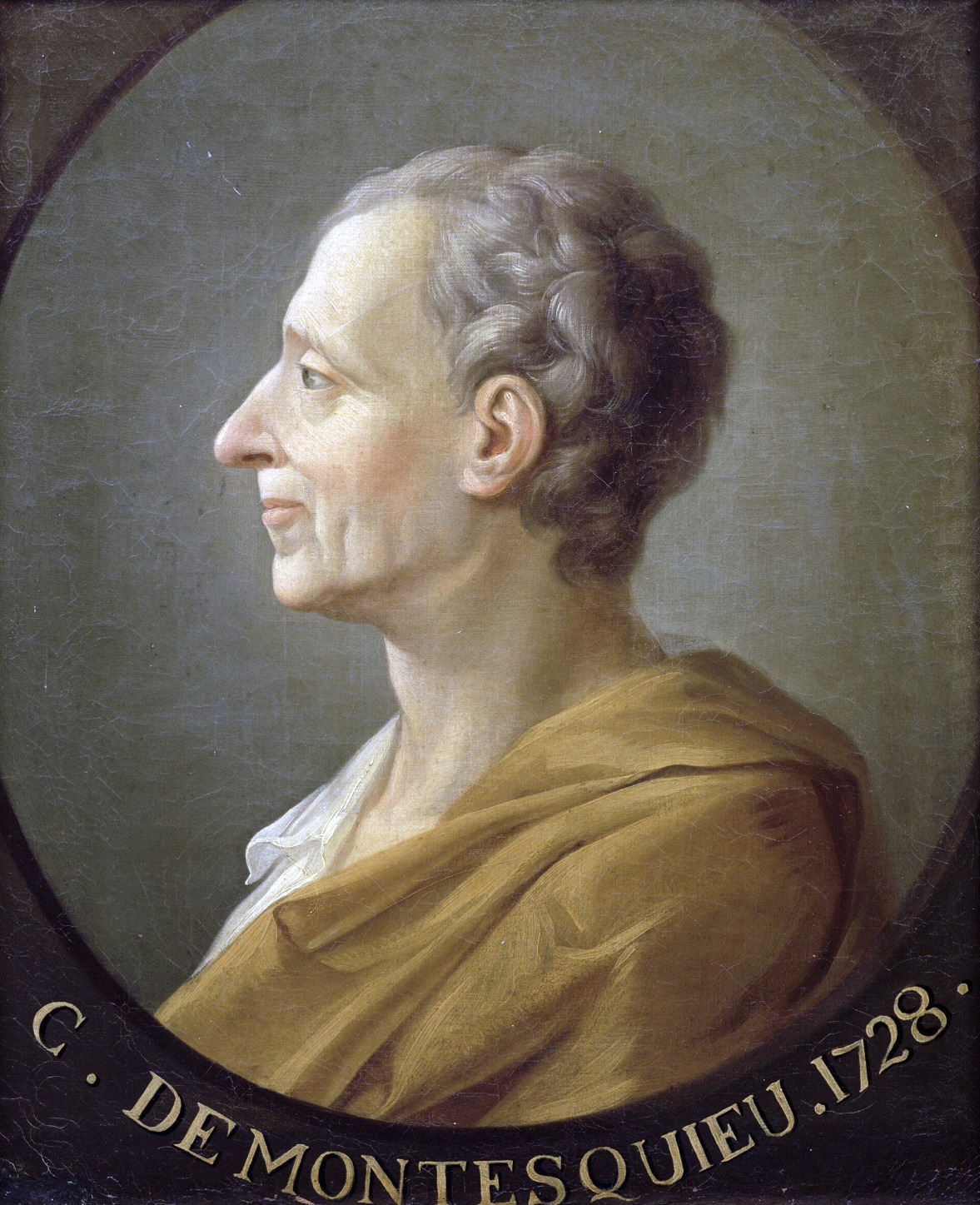
Шарль Луї де Монтеск'є

Шарль Луї де Монтеск'є (1689—1755) належав до багатої і впливової сім'ї півдня Франції, в двадцять сім років він вже обійняв посаду президента парламенту в Бордо. Після десяти років служби пішов з посади і три роки подорожував Європою, збираючи матеріал про політичне і громадське життя різних країн. Після повернення займався господарством, вів світське життя, але  не переривав наукових досліджень. Основна праця Монтеск'є — «Про дух законів», що вийшла друком в 1748 році анонімно в Женеві, підбивала підсумки його багаторічних роздумів. Книга являє собою збірник афоризмів. У передмові Монтеск'є пише, що його завдання — в поясненні порядків, що існують у різних народів. У цих різноманітних порядках виявляються загальні закони, які й повинен осягнути дослідник. Таким чином, Монтеск'є дуже чітко сформулював ідею загальної закономірності, значно випереджаючи свій час.
Головне у вченні Монтеск'є — розрізнення трьох форм державного управління: деспотії, основою якої є страх, монархії, основаної на певних законах, і республіки, що стоїть на доброчесності. Визнаючи теоретично переваги республіки, зводячи в ідеал англійський парламентський лад, Монтеск'є вважав, що на практиці республіка здійсненна тільки в малих країнах. Деспотія характерна для величезних держав на Сході. Для Франції придатнішою оголошувалася монархія, щоправда, з конституційними обмеженнями. У кожній державі є три види влади: влада законодавча, виконавча і судова. Якщо вони поєднані в одній особі, це — характерна риса деспотії. У вільній державі влади повинні бути розділені. Монтеск'є визначає основи нового правопорядку: релігійна терпимість, свобода слова, друку, обмежене народне представництво.
В історії розвитку й особливо пропаганди нової ідеології одне з найвизначніших місць належить авторам «Енциклопедії наук, мистецтв і ремесел». Провідну роль в її виданні зіграв видатний французький філософ-матеріаліст XVIII століття, Дені Дідро (1713—1780). Він зумів згуртувати групу однодумців, в умовах переслідування уряду (двічі накладалася заборона) здійснити грандіозне видання — 28 томів за 21 рік.
Дідро походив з сім'ї власника ремісничої майстерні в невеликому містечку. Він закінчив єзуїтський коледж, заробляв уроками, переказами, займався самоосвітою. Перші ж опубліковані ним роботи виявили оригінальний, самобутній філософський підхід. Авторитет і вплив Дідро зростали в міру виходу в світ томів «Енциклопедії».
«Енциклопедія» була одночасно довідковим, науковим і полемічним виданням. Новим була підкреслена вже в назві увага до праці, до техніки. Дідро сам вивчав питання технології, а деякі статті написані майстрами, кваліфікованими робітниками. Але головний відгук мали ті статті «Енциклопедії», які були присвячені суспільно-політичним питанням. Автори стояли на раціоналістичних позиціях, загалом дотримувалися теорії «природного права». Власне, сам задум «Енциклопедії» — наочне втілення ідеї поширення знань як головного засобу перевлаштування суспільства. Симпатії авторів — на стороні республіканського ладу і, особливо, обмеженої монархії, рішуче засуджується абсолютизм. Вся гамма ідей «Енциклопедії», весь конкретний матеріал підводив читачів до думки про необхідність політичної перебудови в країні, але самі автори такий висновок відкрито не формулювали.
Капіталізм в економіці Франції XVIII століття відвоював значні позиції. Для дрібних власників в місті, для селян він був пов'язаний з розоренням, перетворенням у найманих робітників. Настрій цих соціальних верств відобразила течія, яку прийнято називати зрівняльною. Її прихильники поєднували дуже різку критику феодалізму з закликами зробити новий лад справедливішим та за допомогою спеціальних заходів запобігти зростанню нерівності.
Найвпливовішим ідеологом зрівняльного напряму був Жан-Жак Руссо (1712—†1778). Він народився в Женеві в протестантській небагатій сім'ї. Ще хлопчиком був відданий в учні до майстра, втік від нього, потім роки пройшли в пошуках роботи, зміні професій, занять, місця проживання, релігії. У літературу він прийшов зі складним життєвим досвідом. Коли Руссо вперше привернув до себе увагу твором на конкурсну тему, він працював технічним співробітником у видавництві «Енциклопедії». Ключовою працею для розуміння переконань Руссо є його «Міркування про походження й основи нерівності між людьми». Відштовхуючись від загальної для просвітників теорії «природного права», Руссо висловлює ряд абсолютно нових думок. Його попередники вважали, що нерівність людей виникає вже при «природному порядку», як наслідок природних відмінностей між окремими людьми. Руссо ж підкреслює, що природна нерівність була незначною, а головна, соціальна нерівність виникла пізніше. Пов'язана вона з появою земельної приватної власності, яка зовсім не була одвічною. Суперечність між природними правами рівності і правом приватної власності приводить до майнового розшарування, війни багатих і бідних. У таких умовах потребою, насамперед багатих, стає держава як орган охорони приватної власності. Багаті за допомогою обману умовили бідних укласти відповідний договір. Руссо пише: 
| «Істинним фундатором громадського суспільства був той, хто перший обгородив ділянку землі, вирішив сказати: „це моє“ і знайшов досить простих людей, щоб йому повірили. Від скількох злочинів, воєн і вбивств, від скількох бід і жахів позбавив би рід людський той, хто, знищивши огорожу і засипавши рів, крикнув би своїм ближнім: „Не слухайте краще цього облудника, ви загинете, якщо здатні забути, що плоди землі належать всім, а земля — нікому!“. |
Певного розвитку набирає комуністична течія. Найбільш ранній і своєрідний комуністичний твір XVIII століття — «Заповіт» Жана Мельє (1664—1729). Він виступає проти приватної власності: «зло, прийняте й узаконене майже у всьому світі, полягає в тому, що люди присвоюють собі в приватну власність блага і багатства землі, тоді як всі повинні були б володіти ними спільно на рівних правах і користуватися ними так само на однаковому становищі і спільно». Сам бувши сільським священиком, Мельє міркує як атеїст. Він відкритим текстом закликає до насильницького повалення влади: «…скиньте всюди ці трони несправедливості і нещастя…». Хоч «Заповіт» не був опублікований, він розійшовся по країні в списках і зіграв свою роль у передреволюційному бродінні умів.
У руслі ідей Просвітництва розвивалася нова наука — політична економія. У Франції її першими представниками були прихильники школи фізіократів. Вони послідовно висували ідеал суспільства, що ґрунтується на приватній власності та найманій праці, були прихильниками вільного підприємництва, невтручання уряду в економіку.
Більше уваги питанням економіки приділяли англійські вчені, саме тут складається класична політична економія. Адам Сміт розглядав капіталістичне господарство як «природний» економічний устрій і, подібно фізіократам, вимагав скасування будь-яких обмежень приватної ініціативи. Головним науковим досягненням Сміта є трудова теорія вартості, яку він розвинув у боротьбі проти довільного регулювання цін урядом. Він публікує своє «Дослідження про природу і причини багатства народів», в якому проголошує працю джерелом вартості. Він ідеалізовано вирішував проблему співвідношення приватного і суспільного інтересу: «Домагаючись особистого збагачення, люди часто набагато більше працюють на благо суспільства, ніж якби вони прямо шукали цього блага». У реальному житті такої гармонії не було і немає.
Формування нової ідеології, значне поширення ідей про «природні права», «громадський договір», рівність були однією з передумов революції, яка насувалася. Її неминучість відчувалася передовими людьми. «Ми наближаємося до стану кризи і до віку революції», — писав Руссо в своєму романі «Еміль».
17 червня 1789 депутати від третього стану проголосили Національними зборами Генеральні штати, які Людовік XVI скликав, сподіваючись знайти компроміс. 14 липня розгорається народне повстання в Парижі, 26 серпня була прийнята Декларація прав людини і громадянина, яка увібрала в себе основні ідеї Просвітництва: «Люди народжуються і залишаються вільними і рівними в правах», «природними і невід'ємними правами людини» є «свобода, власність, безпека й опір пригнобленню», джерелом всякої влади може бути тільки нація.

## Характеристика художніх стилів XVII—XVIII ст
Мистецтво і література XVII—XVIII століть кожної з європейських країн відзначаються неповторною своєрідністю. Але саме в цей час завдяки розширенню кола освічених людей, інтелігентів між ними складаються певні контакти, налагоджуються культурні зв'язки. Якщо в минулі епохи на виникнення і зміну художніх стилів ішли століття, то тепер це відбувається набагато швидше: у першій половині XVII століття панує стиль бароко, у другій половині — класицизм, в першій половині XVIII століття — рококо (генетично пов'язаний з бароко), у другій половині — в дещо іншій формі — повертається класицизм. Зупинимося на цих провідних художніх стилях детальніше на прикладі архітектури.

### Архітектура

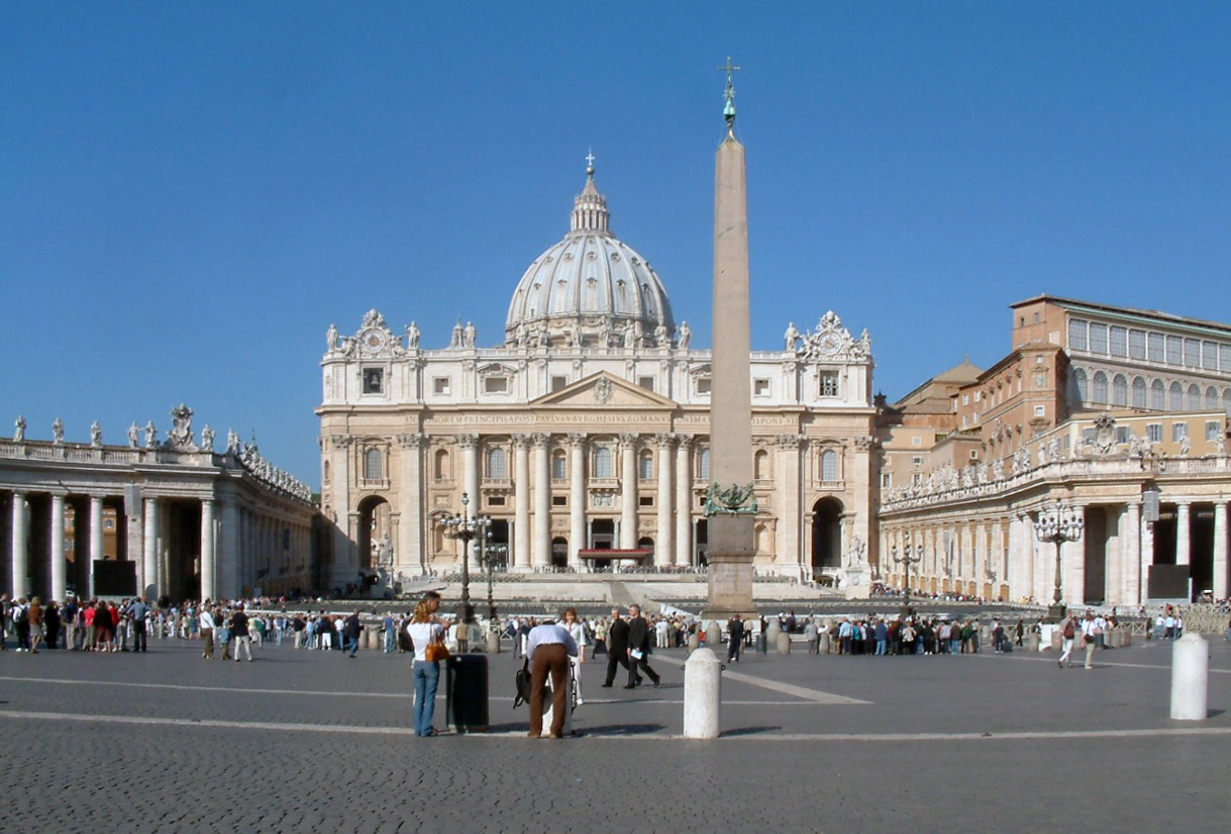
Майдан перед собором Св. Петра, Рим

Точне походження терміна бароко невідоме. Його починають вживати у XVIII столітті з дещо зневажливою інтонацією (переклад з італійської — «неправильний» або «химерний»). Цей стиль прямо перекликався із способом життя королівських дворів, особливо французького, що диктувало європейську моду: поєднання нескінченних свят, постійних розваг і суворого етикету, жорсткої регламентації. У той же час зі світовідчуття зникає стабільність, міцність, властива минулим епохам.
Архітектура бароко широко використовує відкриті Ренесансом технічні прийоми, але з іншою метою. Це надзвичайно парадний, пишний, декоративний стиль. Для нього характерні просторовий розмах, велика кількість архітектурних деталей, переважання зігнутих ліній, дуже складних композицій. Бароко відрізняє контрастність, панування яскравих кольорів, велика кількість позолоти. Такі риси дуже яскраво виявилися в обрисах Зимового палацу Вартоломея Растреллі в Петербурзі.
Цей стиль активно використовував синтез мистецтв — поєднання в єдиному ідейно-художньому задумі різних видів мистецтва. Починають проектуватися не тільки будівлі самі по собі, а й цілі ансамблі. Один з найбільш уславлених — ансамбль площі перед побудованим раніше собором Святого Петра у Римі, яку, за задумом Л. Берніні, оточили масштабною колонадою, а в центрі поставили величезний давньоєгипетський обеліск. В архітектурний задум включається довкілля, особливого звучання набуває садово-паркове мистецтво. Виникає архітектура фонтанів — садових, міських. Безліч фонтанів у стилі бароко є у Римі, з них найвідоміший — фонтан Треві. У позаміській резиденції російських імператорів — Петергофі — фонтани є стрижнем усього палацово-паркового ансамблю.

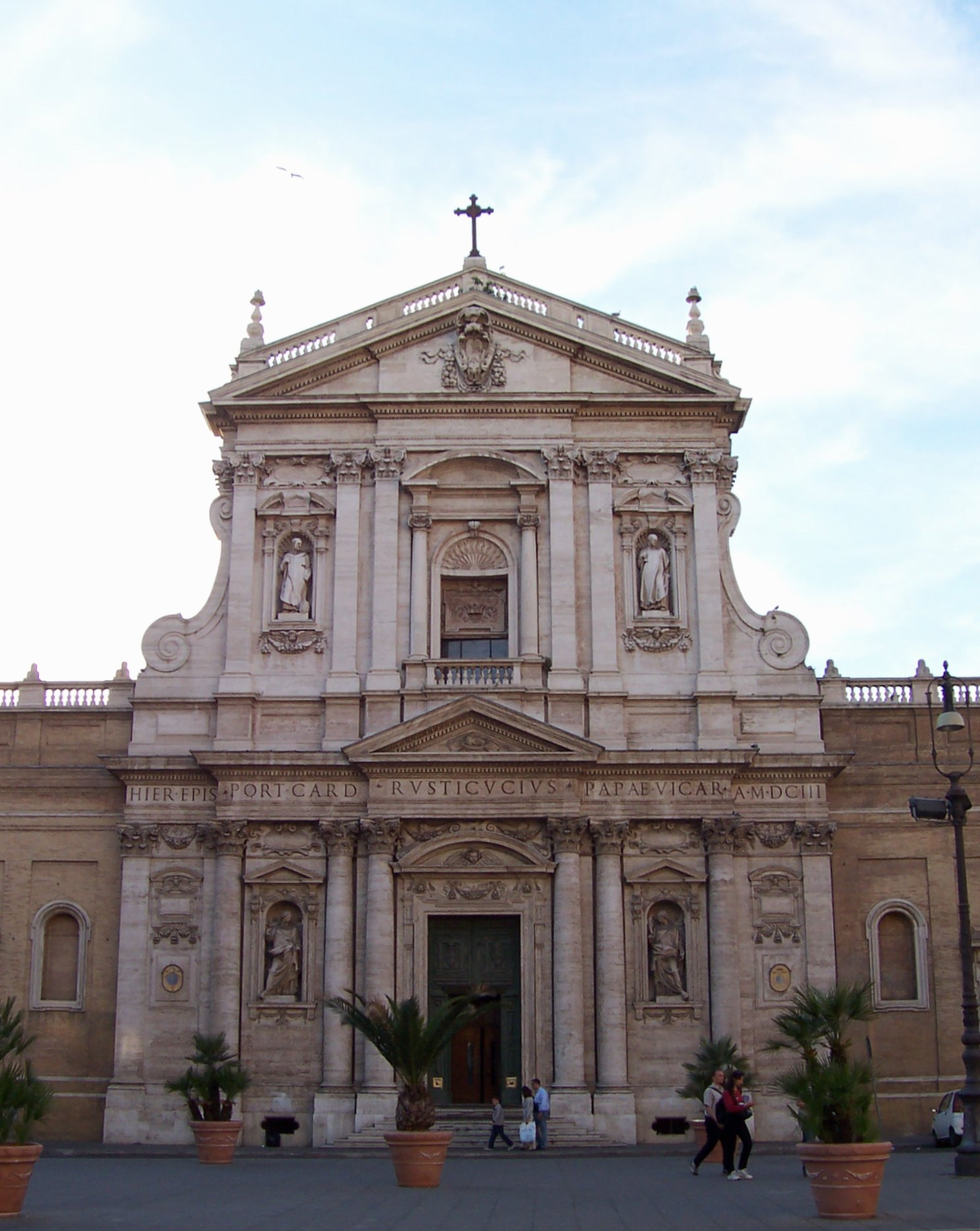
Арх. Карло Мадерно, Санта Сусанна, один з перших зразків римського бароко, 1603 рік.
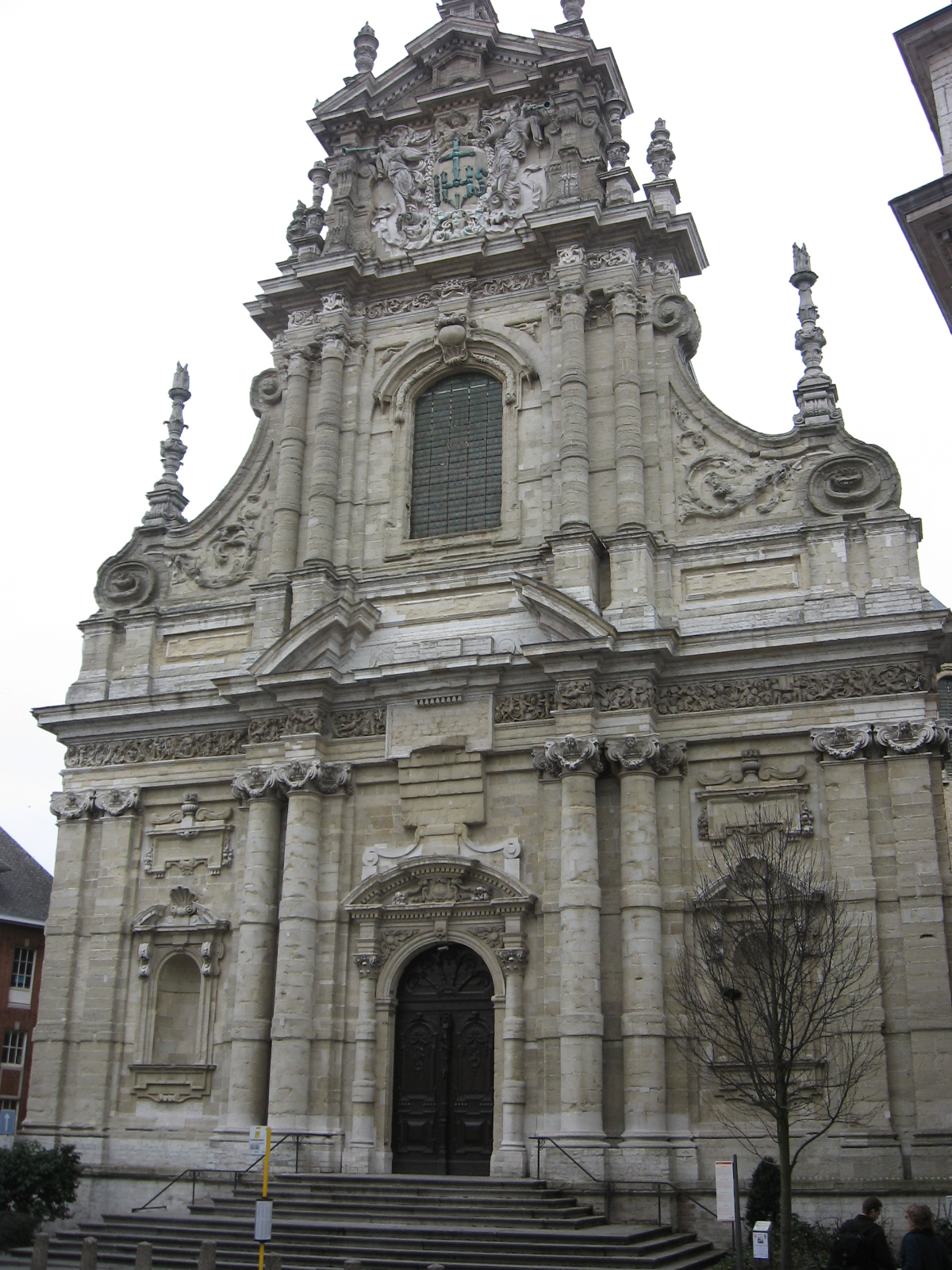
Церква Св. Михайла, Лувен, Бельгія
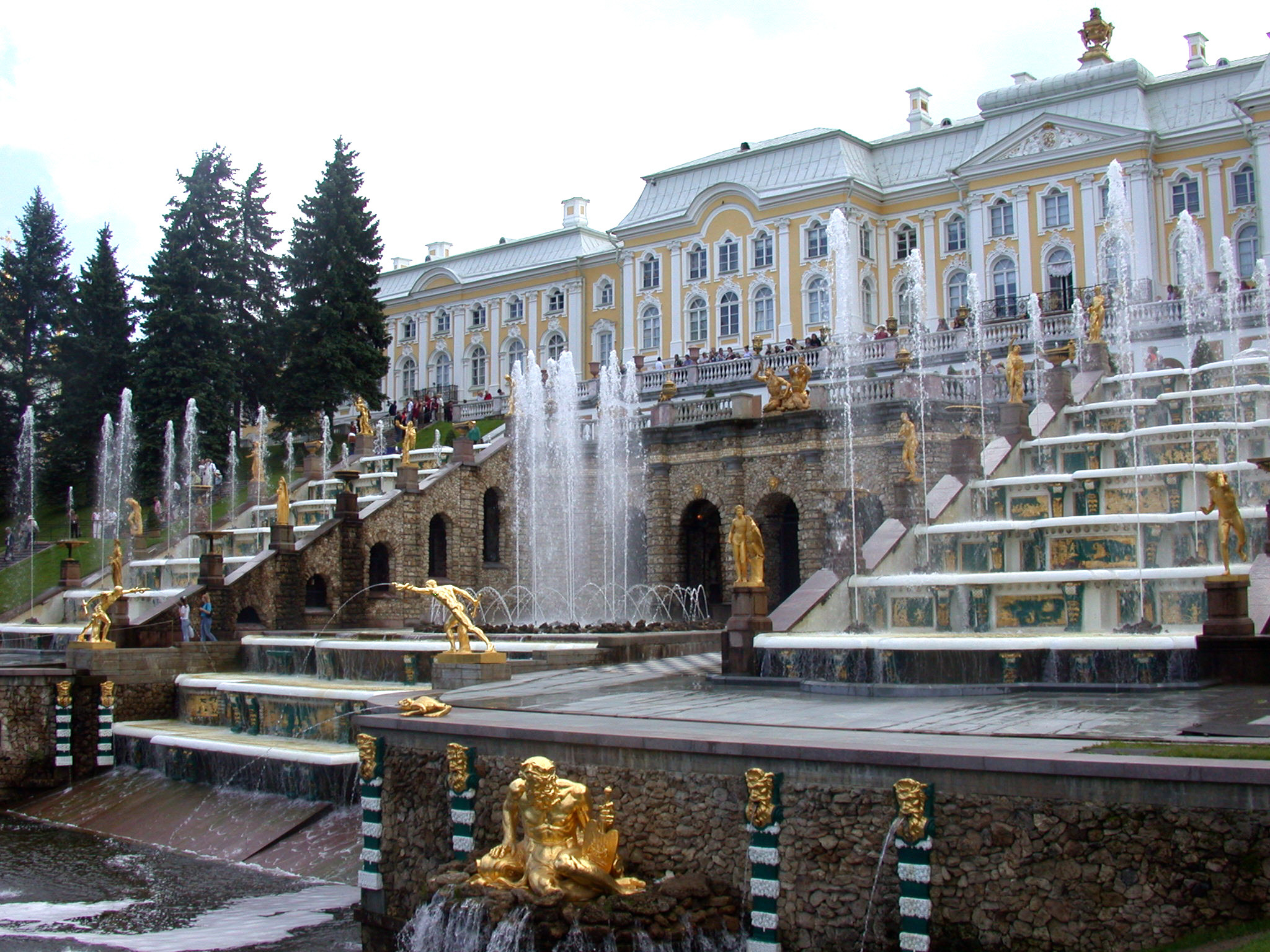
Петергоф, Великий каскад
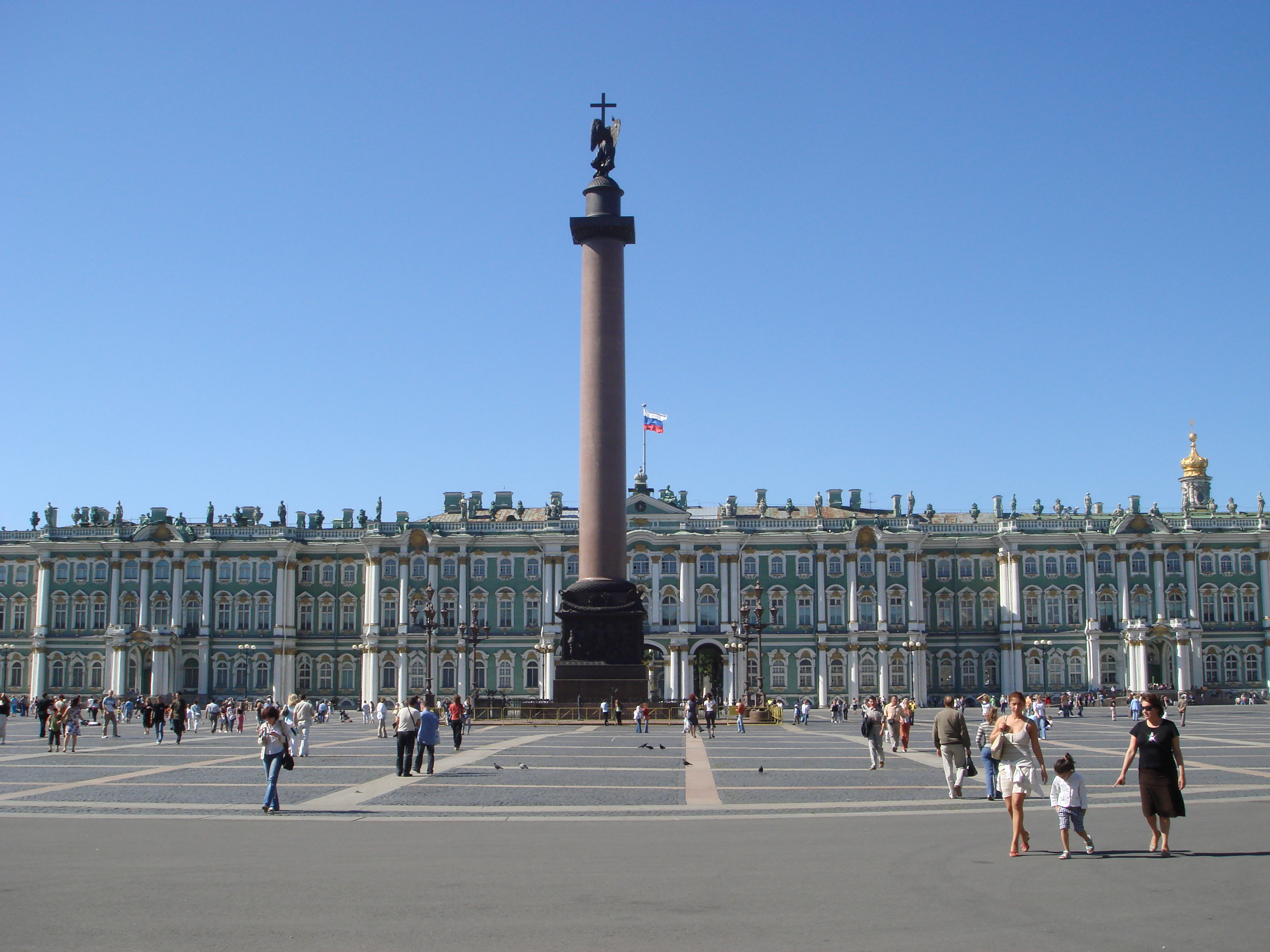
Зимовий палац, Санкт-Петербург

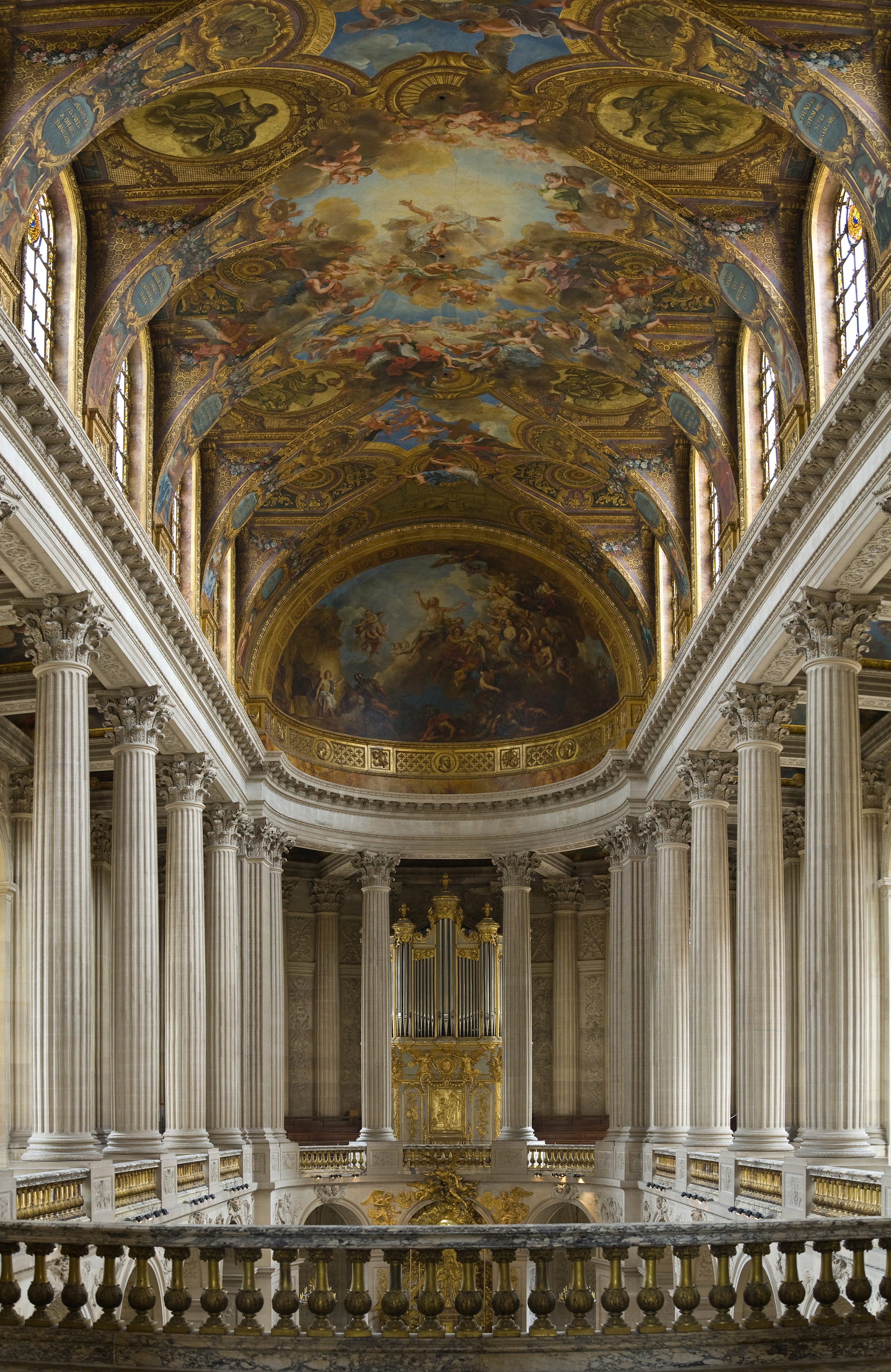
Каплиця Версальського палацу

Велику роль починають відігравати пишні інтер'єри: світла підлога, кришталеві люстри, драперія, ліпні прикраси. Живопис і скульптура втрачають самостійну роль, стають частиною декору. Дуже поширені так звані ілюзорні плафони — по-особливому розписана стеля, — що зображають, як правило, небо в поєднанні з багатофігурною композицією. Подібний ефект ілюзії використовують і в архітектурі. Найвідоміший італійський архітектор і скульптор бароко Л. Берніні так спроектував сходи у Ватиканському палаці, що вони знизу сприймаються набагато довшими, ніж є насправді. Коли на верхньому майданчику з'являється Папа римський, його фігура здається несподівано великою і величною.
Внутрішньо складним стилем був класицизм. Центральна ідея класицизму — в руслі раціоналістичної філософії — ідея розумності, впорядкованості, «правильності». З одного боку, ця ідея широко використовувалася для обґрунтування необхідності абсолютизму: держава на чолі з монархом трактувалася як втілення розуму, який обмежує людські вади. Але, з іншого боку, той самий раціоналізм був філософською основою розвитку передової науки. У XVII столітті провідною була перша тенденція. У Франції класицизм стає офіційним стилем, спеціальні вказівки даються кардиналом Рішельє, потім Людовіком XIV. Створюються спеціальні організації, покликані стежити за розвитком літератури, мистецтва. У 1634 це — Французька академія, переважно філологічна, пізніше — Академія живопису і скульптури, Академія наук.
Характерний зразок архітектури класицизму — королівський палацовий комплекс у Версалі. До нього входять палац, парк, декілька паркових споруд. Суворе планування, геометрична організованість і палацу, і парку, симетричність визначають його вигляд. Навіть деревам і кущам надано форму геометричних фігур. Такий тип отримав назву французького, регулярного парку- поширений тоді зразок саду бароко.

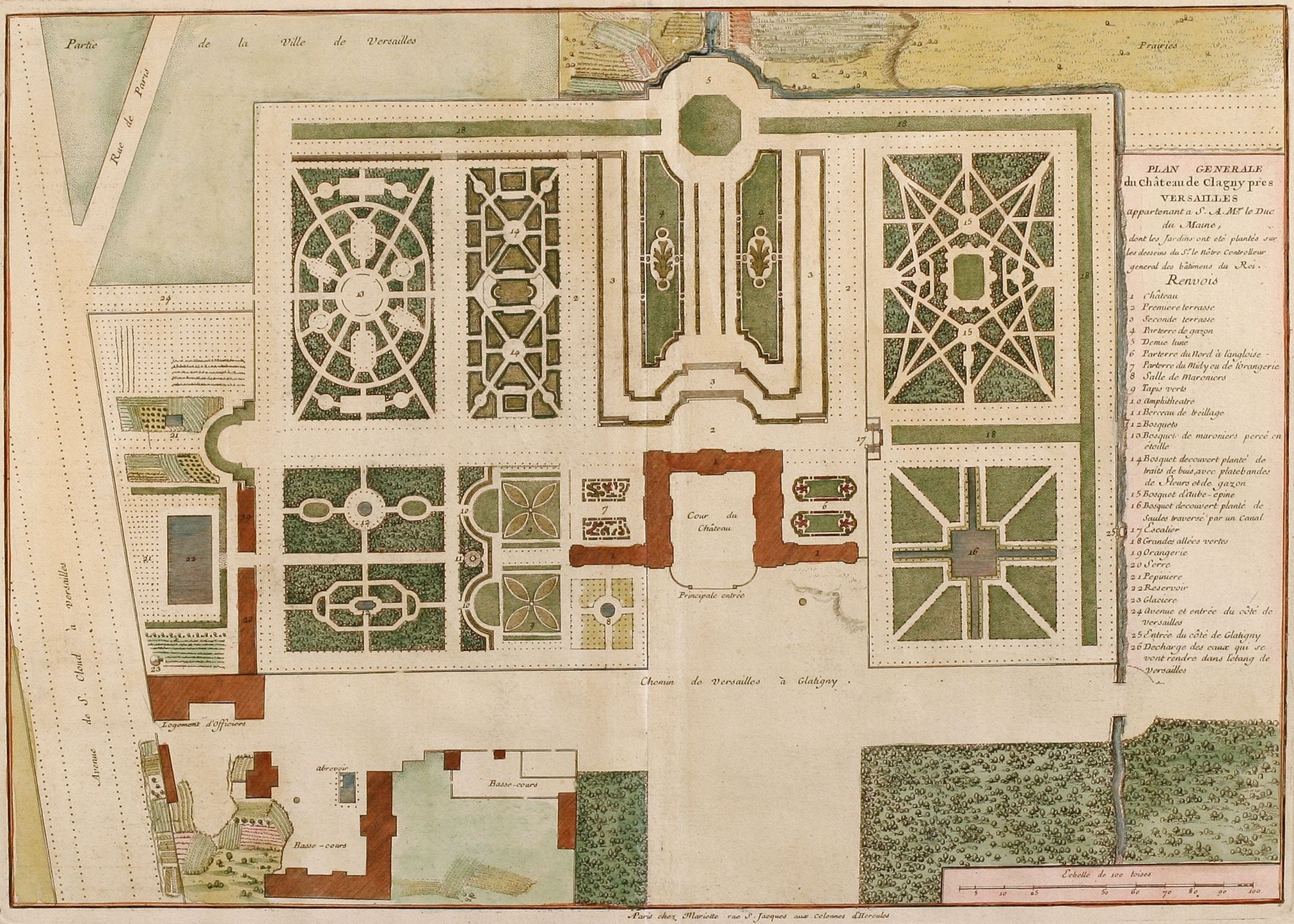
Приклад плану, сад бароко, 1730 р.Франція
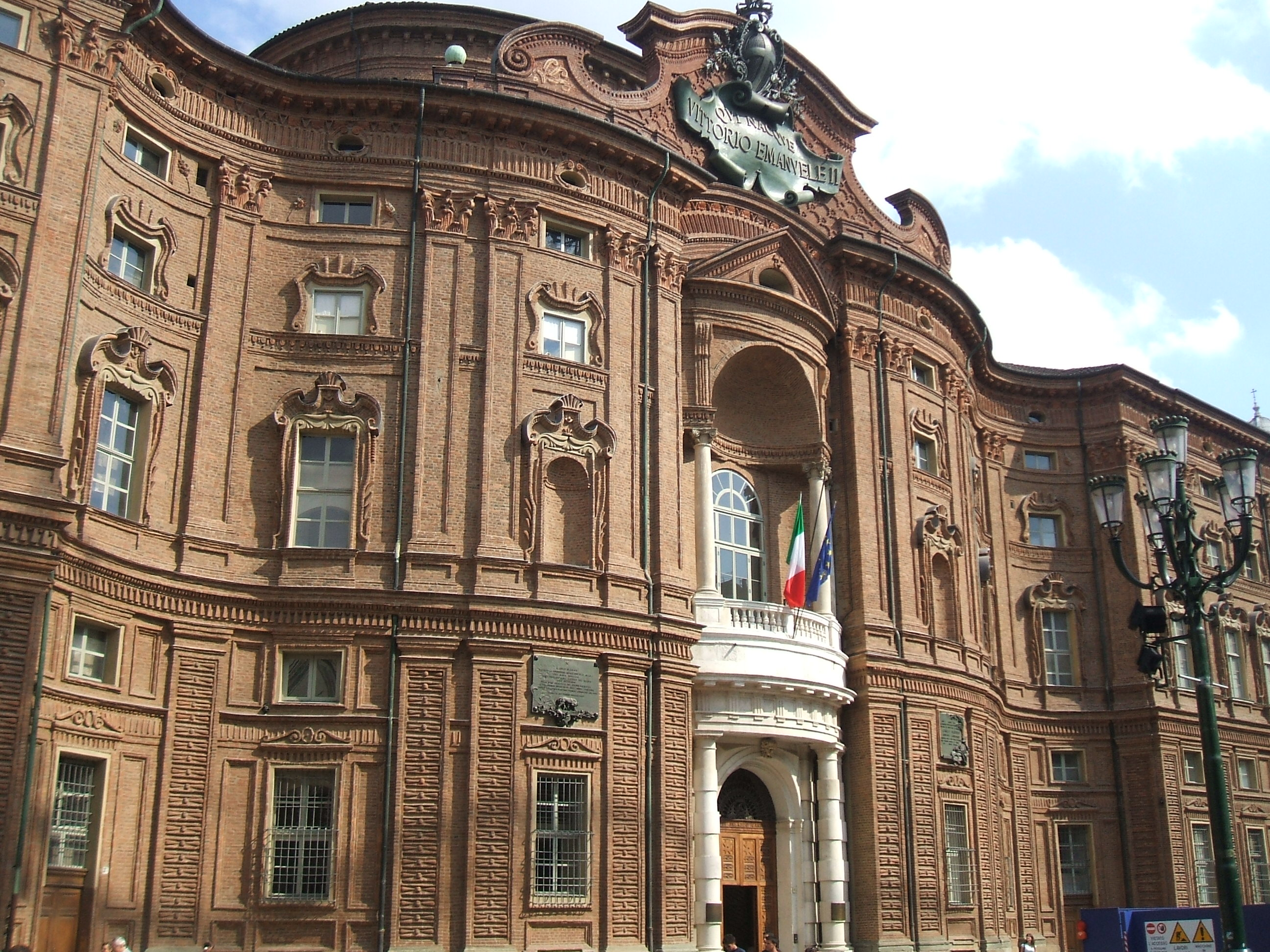
Палаццо Кариньяно, Турин, Італія
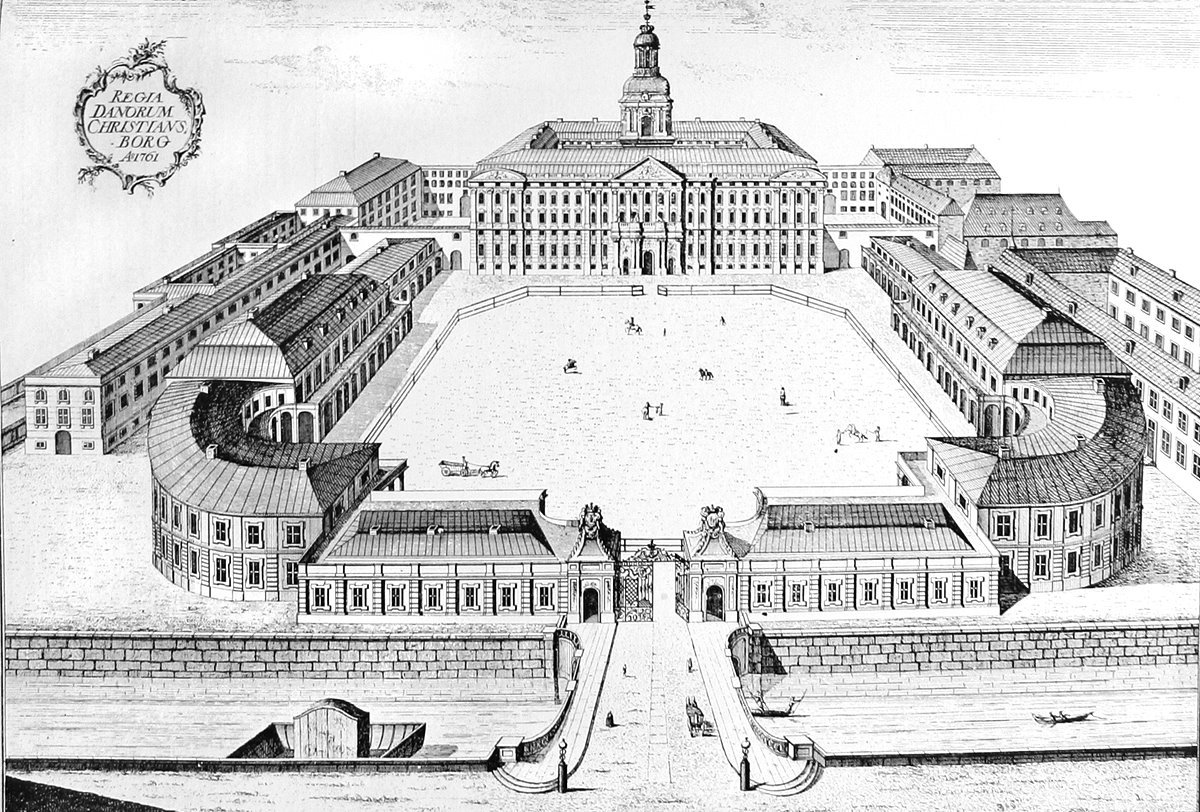
Палац Крістіанборг, 1761 р.
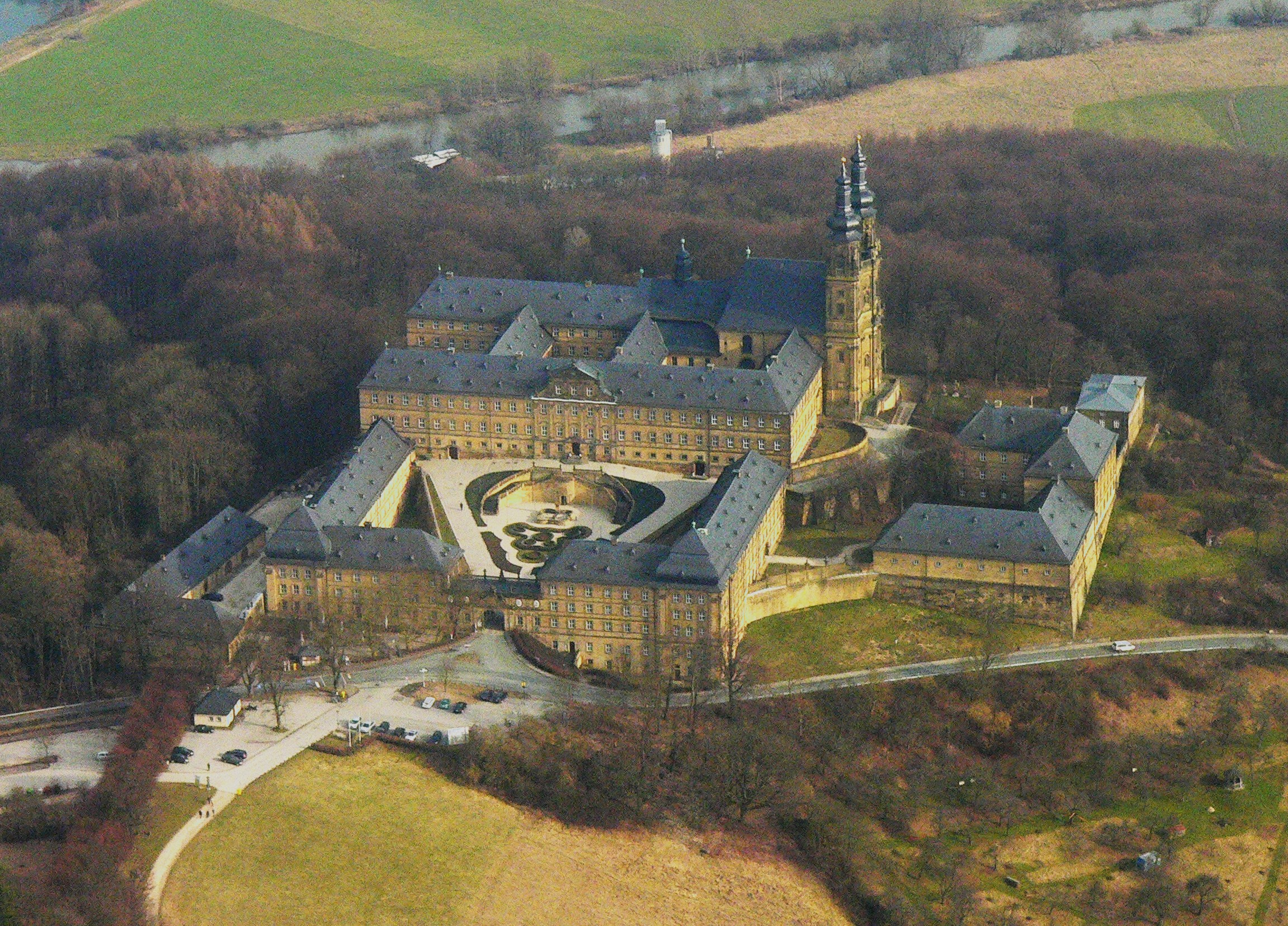
Монастир Банц, Баварія

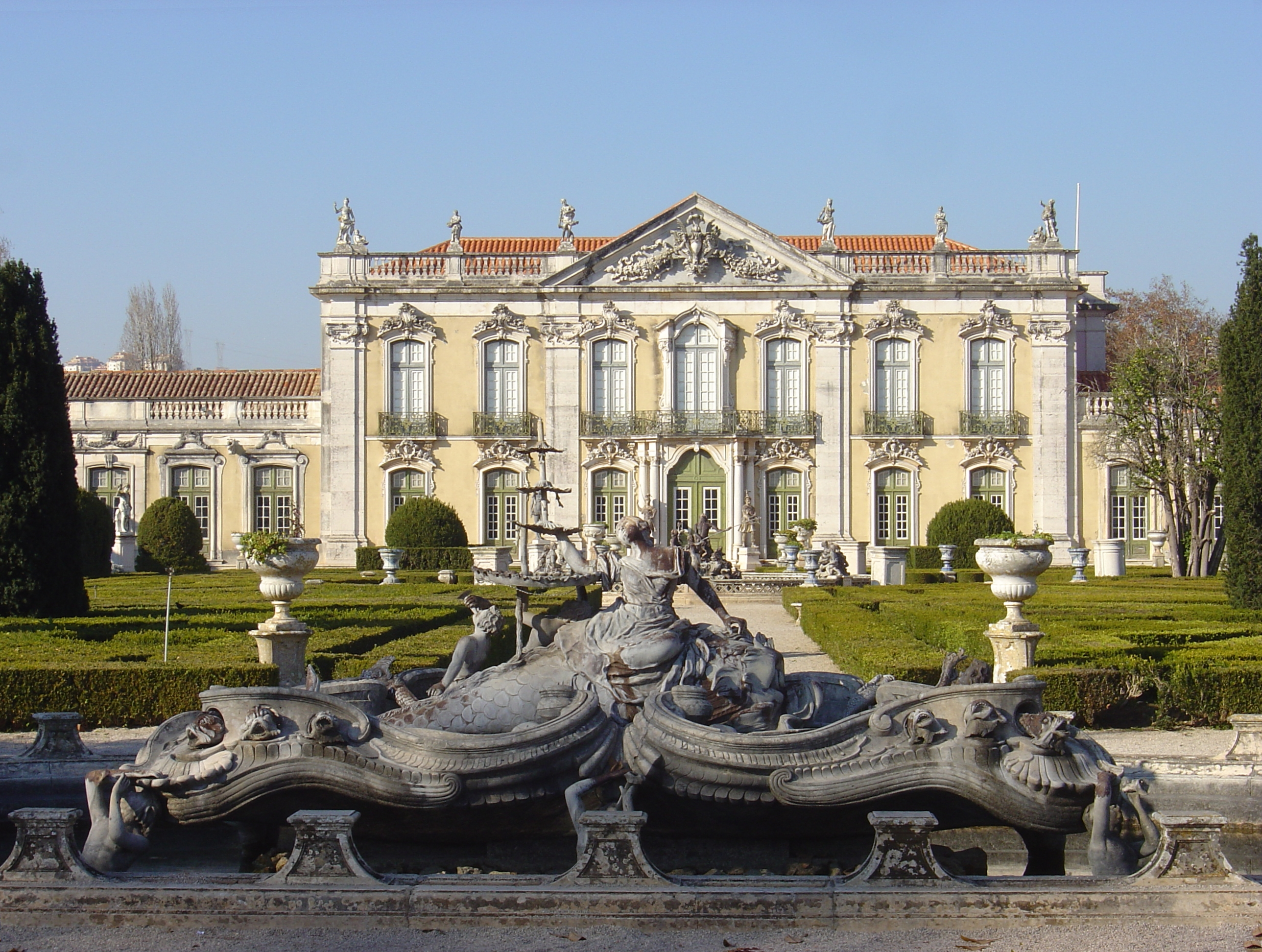
Палац Келуш, Лісабон, Португалія

На початку XVIII столітті провідним стає стиль рококо (термін походить від назви декоративної прикраси у вигляді мушлі). Цей стиль пов'язаний з бароко, але позбавлений його розмаху. Стиль рококо декоративний, несе риси витонченості, чуттєвості, відчутно немонументальний. Рококо не припускає прямих ліній, використовує ніжні кольори — рожевий, блакитний, сірий. Він асоціюється з визначеннями «галантний вік» та «грайливе рококо». Аристократія Франції, Італії остаточно відходить від участі у практично-політичному житті, замикається у своєму штучному світі. Особливо послідовно рококо проводиться в створенні інтер'єрів. Улюблені матеріали — перламутр і порцеляна, яка в Європі стала відома і увійшла в моду тільки у XVIII столітті. Витвором мистецтва стає навіть зовнішність людини.
У той же час все більшої сили набирає інша течія в культурі, яка походить від третього стану, — лінія опозиції абсолютизму. У другій половині XVIII столітті знову утверджується класицизм, але його внутрішній зміст міняється. На перший план тепер висувається демократична складова. Основні ідеї — єдиної національної державності, патріотизму, громадського обов'язку — виявляються співзвучні пафосу Просвітництва. Витонченості рококо протиставляється суворість і простота древніх. Демократичний устрій грецьких полісів і республіканського Риму були проголошені зразком «справедливого ладу». Особливо посилилося захоплення античністю після розкопок давньоримських міст Помпеї і Геракуланума, які загинули під час виверження Везувію. Найбільший знавець і пропагандист античного мистецтва історик І. Вінкельман писав: «Єдиний шлях для нас стати великими, а якщо можливо, і неповторними, — це наслідувати древніх». В архітектурі широко використовуються ідея античних портиків та колони грецьких ордерів. Новою в парковому мистецтві була поява англійських ландшафтних парків, які імітують природний ліс — пейзажний парк. До класицизму другої половини XVIII століття застосовують терміни просвітницький класицизм, неокласицизм.
В умовах зміни стилів то в залежності від них, то відносно автономно розвивалися інші види художньої творчості.

### Музика
Свідомість епохи бароко з її контрастами, нестійкістю є найбільш співзвучною музичному мистецтву, відкриває нову епоху в його розвитку. Вперше в історії культури музика починає відігравати таку самостійну роль. Розширюється коло музичних інструментів, особливою повагою користуються майстри, які їх виготовляють. І в наші дні неперевершеними вважаються скрипкові інструменти — творіння рук знаменитих Страдіварі, Гварнері. Навіть орган звучить вже не тільки під час богослужіння, але й на концертах. Для органа написані славетні твори Й. С. Баха, за життя великого композитора в повній мірі не оцінені.
У руслі бароко з характерною для нього умовністю і поширенням синтезу мистецтв виникає новий музичний жанр — опера, який висунув на перший план красу мелодії. Зароджується він в Італії, але швидко поширюється по всій Європі.
Класицизм з його ідеєю порядку, єдності цілого і його частин, гармонії і суворих пропорцій з особливою силою виявив себе в інструментальній музиці. Провідною в Європі стала віденська музична школа. Основою її завоювань стає принцип симфонізму — особливої якості розвитку музичної думки, коли нова ідея народжується поступово, в перетворенні початкового образу, головна тема породжує побічну, яка контрастує з головною. Саме такий підхід втілився в новому жанрі — симфонії. Вінчала музичне мистецтво XVIII століття і готувала новий прорив творчість великого Вольфґанґа Амадея Моцарта: опери «Весілля Фігаро», «Дон Жуан», «Чарівна флейта», три симфонії, трагічний «Реквієм», роботу над яким обірвала смерть композитора.

### Образотворче мистецтво

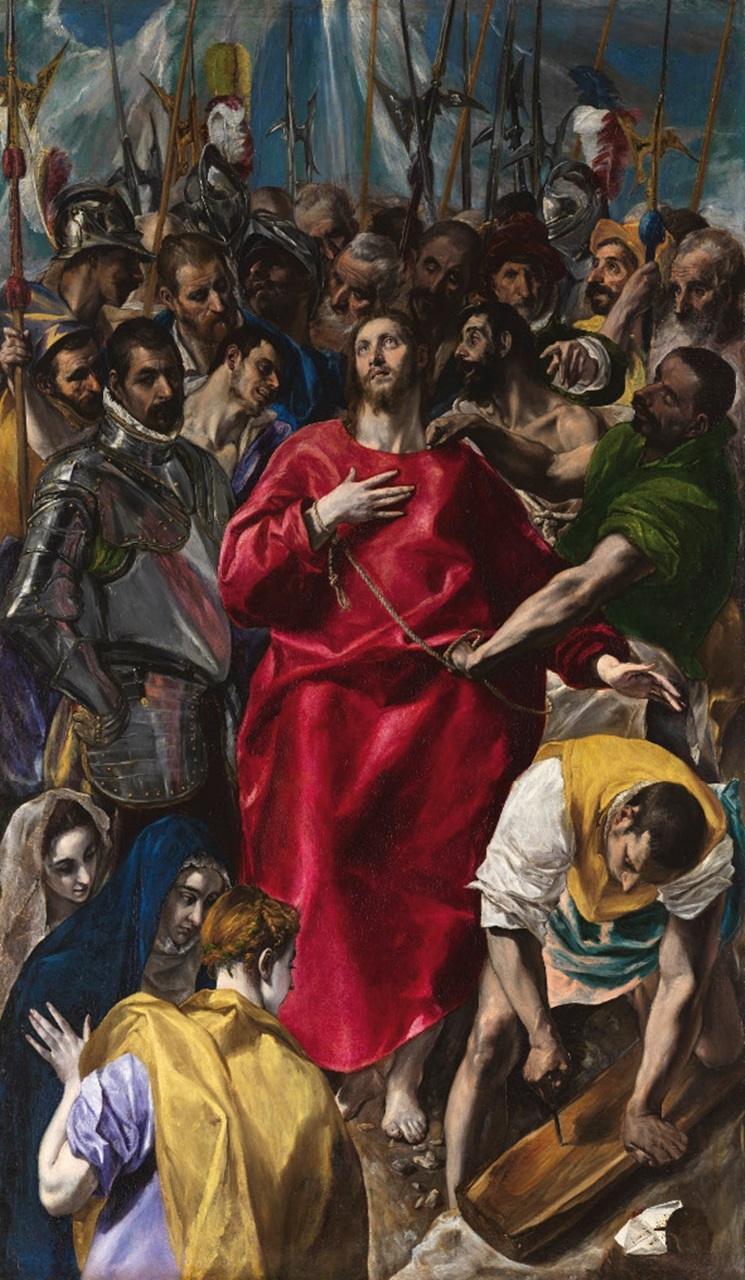
Ель Греко. Вівтарний образ «Есполіо», сакристія катедрального собору в Толедо, 1579 р.

Характерні риси бароко можна побачити в творчості великого фламандського художника Пауля Пітера Рубенса (Фландрія — сучасна Бельгія). Його відзначала фантастична живописна майстерність, яка відкрила перед образотворчим мистецтвом нові перспективи. Улюбленими були сюжети античних міфів. Художник мав величезну популярність, яка принесла йому матеріальний добробут, оскільки тоді у великій моді були парадні портрети та міфологічні композиції.
Інакше склалася доля голландця Рембрандта. Зі зростанням майстерності в його картинах головним стає психологічна глибина образів, реалізм в відтворенні ситуацій. Якщо початком його творчого шляху став колективний портрет на замовлення «Анатомія лікаря Тулпа», що приніс популярність, то завершальним — психологічно насичене, притчеве полотно «Повернення блудного сина». Чим масштабнішими, мистецьки значущими ставали роботи Рембрандта, тим меншою ставала його популярність серед сучасників, а відтак і меншим матеріальний статок.
Славу іспанському живопису принесла творчість декількох іспанських майстрів 17 ст. — серед яких — * Ель Греко
- Хосе де Рібера
- Франсіско де Сурбаран
- Бартоломео Естебан Мурільйо.

Найбільш значуща фігура серед них — Дієґо Веласкес. У своїх портретах, парадних за формою, Веласкес завжди приділяв головну увагу внутрішньому світу персонажа. Коли Папа Іннокентій X побачив свій портрет, вимушено визнав — « дуже правдиво !». Революційно сміливою для суворо католицької Іспанії була картина Веласкеса «Венера перед дзеркалом», де той вперше наважився подати оголену жінку в мистецтві Іспанії.

### Театр
У XVII столітті розгорталася творчість великих драматургів — П'єра Корнеля, Жана Расіна, Мольєра. Театр часів класицизму відзначає ряд характерних рис. Жанри в ньому поділялися на «високі» і «низькі». Твори «високого» жанру — трагедії — мали бути написані обов'язково віршами. Наказувалося використовувати піднесені вирази, застосовувати алегорії, образи міфології. Класична п'єса будувалася на основі трьох єдностей: єдність часу, місця і сюжету (одна сюжетна лінія розвивалася без зміни декорацій, події повинні відбуватися протягом доби). Як писали члени Французької академії в одному з своїх висновків: «Ніщо безладне і плутане взагалі не може нікому подобатися». У центрі уваги трагедії був конфлікт між обов'язком і почуттям, причому обов'язок повинен перемогти. Коли Корнель у своїй трагедії «Сід» відступив від цього правила (головна героїня погоджується на шлюб з коханим, хоч він убив на дуелі її батька — тобто верх взяло почуття), за вказівкою Рішельє п'єса була винесена на обговорення академії, сюжет визнали неправильним. При таких зовнішніх формах п'єси головну увагу і Корнель, і Расін зосереджували на внутрішньому світі, переживаннях персонажів. Писалися довгі монологи, які вимагали особливого мистецтва декламації. Актори стали спеціально працювати над роллю, обговорювати задум з автором. Зростають їх загальна культура, знання.
Правила, такі суворі для «високих» жанрів, не поширювалися на «низький» жанр — комедію. Вона була вільна від умовності, неминуче властивої трагедіям класицизму, її героями могли бути прості люди, які говорили повсякденною простою мовою. Великий комедіограф Жан Батист Мольєр з'єднав народну традицію та інтелектуальність, громадянськість. Майже через три століття його «Тартюф», «Міщанин-шляхтич» не сходять зі сцен театрів усього світу. Ще далі від замкненості театру часів класицизму пішов П'єр Оґюстен Бомарше в «Севільському цирюльнику» і особливо «Одруженні Фіґаро». У вуста своїх комедійних героїв він вклав монологи, які засуджували аристократію і провіщали революційну епоху.
Класицизм став художньою мовою французького Просвітництва. Майже всі найбільші мислителі займалися і художньою творчістю. П'єси, повісті писав Вольтер, вже згадувалися романи Руссо. Фундатором нового жанру — художньої критики — став Дідро.
Разом з тим, в літературі, особливо англійській, все сильніше простежуються реалістичні тенденції: «Робінзон Крузо» Даніель Дефо, політичні сатири Джонатана Свіфта. Жанр знаменитого твору Г. Філдінга «Історія Тома Джонса, знайди» визначають як [[просвітницький]] реалістичний роман. Як реакція на надмірну розсудливість класицизму в кінці століття складається новий напрям — сентименталізм, для якого характерною була підвищена увага до почуттів, переживань, «життя душі».

## Підсумок
XVII—XVIII століття були вирішальними у формуванні культури Нового часу, що супроводжувалося формуванням нового світогляду. Завдяки численним відкриттям видатних вчених відбувся переворот у поглядах на природу, утвердилася матеріалістична картина світу. Було поставлене питання про справедливий устрій людського суспільства. Відповідь на нього шукали блискучі мислителі епохи Просвітництва. Ускладнюються форми художньої творчості. Якщо в середні віки єдність європейської культури була наслідком її нерозвиненості, то тепер виникають умови для єдності культурного процесу вже на іншому якісному рівні. Перераховані культурні процеси були однією з передумов соціальних революцій у Англії, а особливо у Франції.